# Aerio
Aerio (in greco antico: Ἀέριος, in latino: Aërius; fl. IV secolo) fu un eretico originario del Ponto, vissuto nel quarto secolo d.C.
Amico di Eustazio che, dopo essere stato eletto vescovo di Sebaste nel 356, gli affidò la direzione dell'ospizio dei poveri; successivamente ne divenne avversario, perché lo rimproverava di aver abbandonato la vita ascetica.
Sant'Epifanio da una parte afferma che Aerio respingeva la distinzione tra vescovo e sacerdote, la celebrazione della Pasqua in quanto rito giudaico, le preghiere per i defunti e l'obbligatorietà del digiuno; dall'altra lo presenta come ariano, ma sappiamo che appartenne alla corrente omoiusiana di Eustazio.